# Hemohromatoza
U medicini, hemohromatoza (prezasićenost gvožđem) je pojava akumulacije gvožđa u telu, nezavisno od razloga. Najvažniji slučajevi su nasledne hemohromatoze (HHC), genetička bolest, i transfuziono predoziranje gvožđa, koje može da bude rezultat višestrukih transfuzija krvi.

## Klinička prezentacija
Organi u kojima se hemohromatoza najčešće javlja su jetra, srce, i endokrine žlezde.
Hemohromatoza se može manifestovati sledećim kliničkim sindromima:
- Ciroza jetre
- Dijabetes sled prestanka rada pankreasnih Langerhansovih ostrvaca
- Kardiomiopatija
- Artritis (depozicija gvožđa u zglobovima)
- Testilularna nesposobnost
- Potamnjivanje kože
- Bol u zglobovima i kostima[3]

## Spoljašnje veze
- test to merenje predoziranja gvožđa
- Predoziranje gvožđa

|  | Molimo Vas, obratite pažnju na važno upozorenje u vezi sa temama iz oblasti medicine (zdravlja). |